# Vlasta
Vlasta je žensko osebno ime.

## Izvor imena
Ime Vlasta je slovansko, in sicer skrajšana oblika iz imen Vlastimira, Vlastislava, ki sta ženski obliki imen Vlastimir, Vlastislav. Imena s sestavino vlast so v slovanskih jezikih dokaj razširjena, zlasti na Češkem in Poljskem (npr. češka Vlasta, Vlastej, Vlastko, Vlastislava in na poljska Wlostek, Wloscibor itd.) 

## Različice imena
- moške različice imena: Vlastimil, Vlastimir, Vlastjan, Vlasto
- ženske različice imena: Vlasti, Vlastica, Vlastika, Vlastimila, Vlastimira, Vlastislava, Vlastja

## Tujejezikovne različice imena
- pri Čehih, Nemcih, Slovakih: Vlasta

## Pogostost imena
Po podatkih Statističnega urada Republike Slovenije je bilo na dan 31. decembra 2007 v Sloveniji število ženskih oseb z imenom Vlasta: 1.987. Med vsemi ženskimi imeni pa je ime Vlasta po pogostosti uporabe uvrščeno na 129. mesto.

## Osebni praznik
V koledarju je ime Vlasta uvrščeno k imenu Vladimir; god praznuje 15. julija.

## Zanimivost
Iz imen, ki vsebujejo sestavino vlast so nastala tudi nekatera krajevna imena, npr. Lastomerci.